# Offshore Leaks
Pour les articles homonymes, voir Leak.

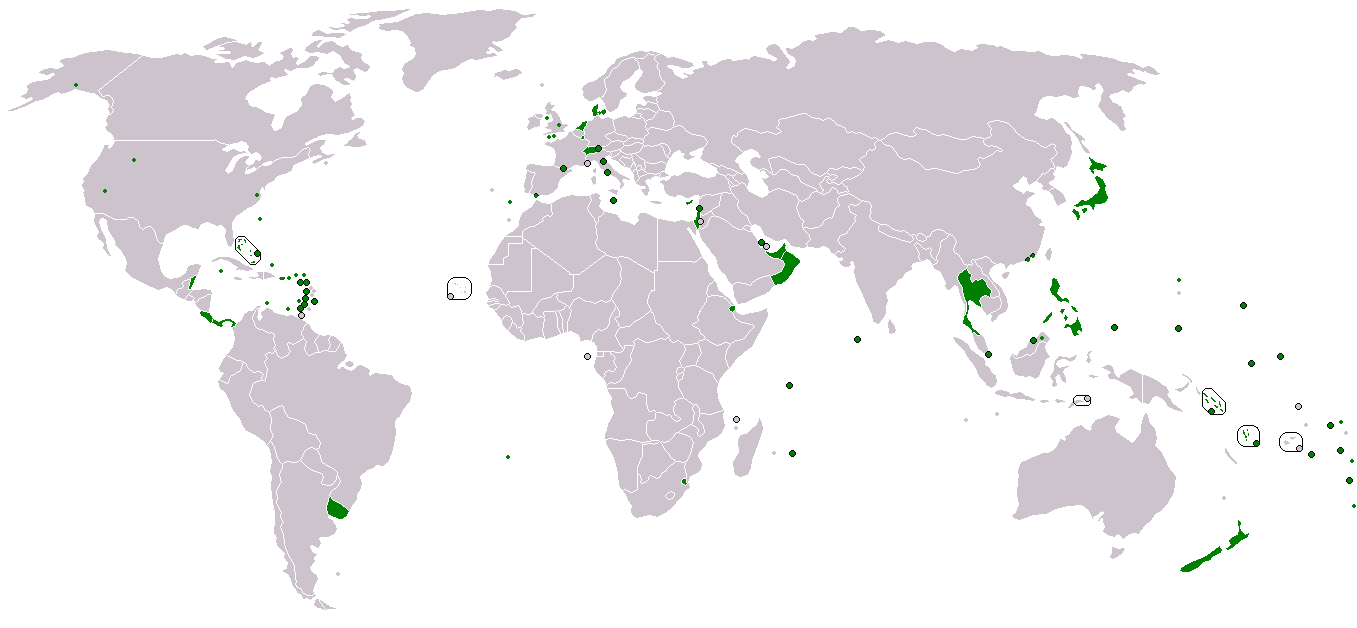
Localisation des paradis fiscaux selon le FMI, l'OCDE et le Tax Justice Network en 2010.

Les Offshore Leaks (littéralement « fuites extraterritoriales », en référence à WikiLeaks) sont, depuis 2013, une série de fuites d'informations relatives aux paradis fiscaux et à leur utilisation à des fins de fraude fiscale et de blanchiment d'argent à travers le monde.

## Liste des fuites «Offshore Leaks»
- « Offshore Leaks » (2013)
- « China Leaks », sur les « princes rouges » chinois (2014)
- « Luxembourg Leaks » (ou « LuxLeaks ») (2014)
- « Panama Papers » (2016)
- « Bahamas Leaks » (2016)
- « Football Leaks » (2016)
- « Money Island » (2017)
- « Malta Files » (2017)
- « Paradise Papers » (2017)
- « Dubaï Papers » (2018)
- « FinCEN Files » (2020)
- « OpenLux » (2021)
- « Pandora Papers » (2021)

## Contexte

Statistiques et structure organisationnelle du groupe “Gourmet Master Co. Ltd.”, au 31 décembre 2017, avec des hyperliens vers la base de données ICIJ Offshore Leaks.
Cf. instructions d'utilisation pour ce SVG interactif à la page de description du fichier sur Wikimedia Commons.

Ces fuites relatives aux placements extraterritoriaux sont le résultat d'une investigation menée pendant plusieurs années par le Consortium international des journalistes d'investigation (ICIJ), un réseau indépendant de journalistes basé à Washington, et 36 titres de la presse internationale,, dont notamment la BBC, le Washington Post, le Guardian, le Süddeutsche Zeitung et Le Monde, qui ont eu accès à une base de données de plus de 2,5 millions de documents concernant près de 120 000 sociétés offshore. Elles interviennent dans le double contexte de la crise financière de Chypre et de l'affaire Cahuzac en France.

## Révélations
Les Offshore Leaks  comprennent  deux volets.
Le premier a été  publié en avril 2013, et concerne  tous les pays du monde.
Le second volet concerne  les « princes rouges » chinois.

### Premières révélations (avril 2013)

#### France
Les révélations de cette enquête internationale concerneraient pour la France : deux établissements bancaires ainsi qu'une liste de 130 personnalités, dont l'ancien trésorier de campagne de François Hollande en 2012, Jean-Jacques Augier.

#### Autres pays
Parmi les autres personnalités ou groupes concernés figureraient notamment :
- le président du Zimbabwe, Robert Mugabe ;
- la famille du président d'Azerbaïdjan, Ilham Aliyev ;
- un ancien ministre des finances de Mongolie, Bayartsogt Sangajav ;
- Carmen Cervera, baronne von Thyssen-Bornemisza de Kászon, ex-épouse de Hans Heinrich von Thyssen Bornemisza ;
- Maria Imelda Marcos Manotoc, fille du dictateur philippin, Ferdinand Marcos ;
- Olga Shuvalova, épouse d'Igor Chouvalov (Premier vice-Premier ministre du gouvernement russe).

### «Princes rouges» chinois (janvier 2014)
Dans les îles Vierges britanniques, quarante pour cent des entreprises enregistrées  sont asiatiques et, en premier lieu, chinoises.
Pour la Chine, le Consortium international pour le journalisme d'investigation affirme, en 2014, que 22 000 Chinois seraient impliqués dans des compagnies offshore basées dans les paradis fiscaux. En particulier des princes rouges, membres des familles du président Xi Jinping, de l'ancien premier ministre Wen Jiabao, de Deng Xiaoping, de l'ancien premier ministre Li Peng, de l'ancien président Hu Jintao, de Peng Zhen (un des huit immortels du Parti communiste chinois) mais aussi de grands responsables économiques comme Ma Huateng, Yang Huiyan, Huang Guangyu, Wei Jianghong, Zhang Xin.

### Les banques suisses
Selon des documents obtenus par le consortium ICIJ et repris par le journal Le Monde, la banque Reyl & Cie, fondée par des Français en 1973, (qui dispose d'une licence bancaire depuis novembre 2010) aurait été l'instrument utilisé par plusieurs dizaines de Français pour échapper à l'impôt, notamment Jérôme Cahuzac ou de grands industriels et entrepreneurs, artistes... Selon le journal Le Monde, la banque aurait créé six sociétés aux Seychelles, ainsi qu'aux îles Vierges britanniques, à Panama et au Costa Rica, lesquelles auraient servi à transférer des avoirs et à cacher des comptes problématiques. Aucun nom ne figure toutefois sur les informations obtenues par le journal.
Toujours selon le consortium ICIJ, deux autres  banques suisses, UBS et Clariden Leu, auraient travaillé avec la société TrustNet pour fournir à leurs clients des sociétés secrètes et blindées dans les Îles Vierges britanniques et d'autres centres offshore.